# Chersotis margaritacea
Chersotis margaritacea är en fjärilsart som beskrevs av Charles Joseph de Villers 1789. Chersotis margaritacea ingår i släktet Chersotis och familjen nattflyn. Inga underarter finns listade i Catalogue of Life.